# Georgios Zoitakis
Georgios Zoitakis (Γεώργιος Ζωιτάκης) (3 de marzo de 1910 - 21 de octubre de 1996) fue un general y regente griego.
Georgios Zoitakis nació en Naupacto. Se graduó en la Academia Militar Helenica en 1932, y luchó en la Guerra Greco-Italiana y en la Batalla de Grecia en un batallón de Evzones con el grado de teniente. Durante la Ocupación del Eje de Grecia, se unió a las guerrillas EDES  en su nativa Etolia-Acarnania. 
El 21 de abril de 1967 el Coronel Georgios Papadopoulos dio un golpe de Estado estableciendo el régimen de los coroneles. Este régimen no contaba con todo el apoyo del ejército, y el 13 de diciembre de 1967, Constantino II de Grecia dio un contra golpe de Estado. Luego de su fracasado intento el rey se fue al exilio. El General Georgios Zoitakis actuó como regente en lugar del rey ausente. El 1 de julio de 1973 el régimen de los Coroneles abolió formalmente la monarquía y nombró a Georgios Papadopoulos como Presidente de Grecia.
Luego del retorno a la democracia en Grecia en 1974, Zoitakis fue condenado por una corte de justicia por alta traición.
| Predecesor: Constantino II | Regente de Grecia 1967 - 1972 | Sucesor: Georgios Papadopoulos |

- Datos: Q728903
- Multimedia: Georgios Zoitakis / Q728903